# Tibor (keresztnév)
A Tibor Európában elterjedt férfinév. Eredetéről több elmélet alakult ki: 
- A Tiborc név rövidüléséből alakult ki, ami a latin Tiburtius névre vezethető vissza.
- A latin Tiberius szóból, vagyis a "Tiber folyó vidékéről való" rövidült
- Ó-szláv nyelven a Tibor "szent helyet" jelent
- Az etruszk Tibur szóból, aminek jelentése "becsületes ember"

Más vélemény szerint Bod Péter alkotta egy erdélyi település nevéből; ez ismeretlen, talán szláv eredetű.
Czuczor Gergely és Fogarasi János szerint idegen eredetű: „A törökben (Hindoglu szerént) tibr v. tibir am. arany kard; s az arabban (Zenker szerént) tibr am. nemes ércz, termés ércz.”

## Gyakorisága
Az 1990-es években igen gyakori név, a 2000-es években a 47–52. leggyakoribb férfinév.

## Névnapok
- április 14.[2]
- augusztus 11.[2]

## Híres Tiborok
- Szent Tibor, (latinul: Tiburtius) a keresztény legenda szerint keresztény mártír
- „Tibor” utónevű személyek szócikkeinek listája a Wikidata alapján

## Érdekességek
- A Napirajz című magyar webképregény-sorozat férfiszereplőinek többsége a Tibor keresztnevet viseli; nem ritka, hogy egy epizódban többen is Tiborok. Hosszabb ideje kialakult továbbá az a szokás az oldal hozzászólói-rajongói körében, hogy más férfi hozzászólókat Tibor névvel illetik, valamint nőnemű hozzászólók a saját férjükre/élettársukra/barátjukra Tiborom megnevezéssel utalnak. [Női megfelelője ugyanott: Klára, Klárám.]

## Hasonló címmel
- Tibi (egyértelműsítő lap)